# 외팔보

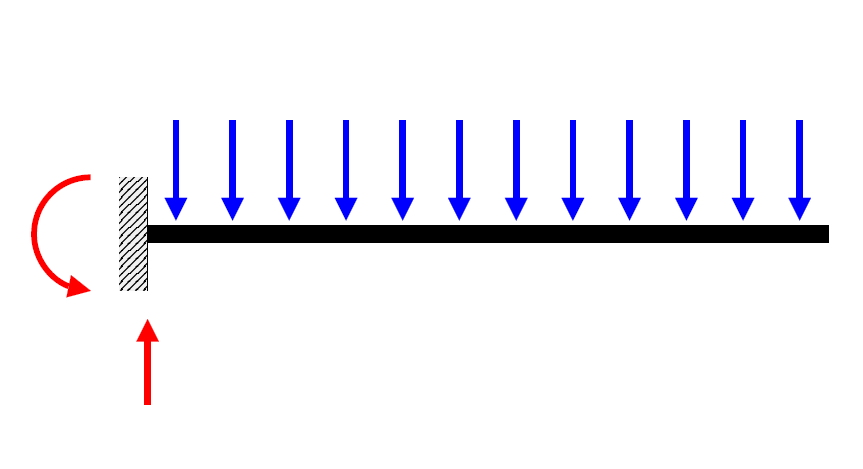
등분포 하중이 재하된 외팔보. 파란색은 하중을, 빨간색은 반력을 나타낸다.

외팔보 또는 캔틸레버(cantilever)는 한쪽 끝은 고정되고 다른쪽 끝은 자유로운 들보이다. 외팔보는 고정단에 발생하는 휨 모멘트와 전단력을 통해 하중을 지지한다.
외팔보는 교량, 탑 등의 고정 구조물 외에도 항공기 날개 등에 대표적으로 사용된다.

## 같이 보기
- 들보
- 캔틸레버교
- 정역학